# 郿州
郿州，中国古代的州。渤海国置，郿亦可作湄，因湄沱湖（今兴凯湖）得名。治所在今黑龙江省密山市东南兴凯湖东岸龙王庙附近。属安远府。辽朝时，废。 